# Broke (Adelsgeschlecht)

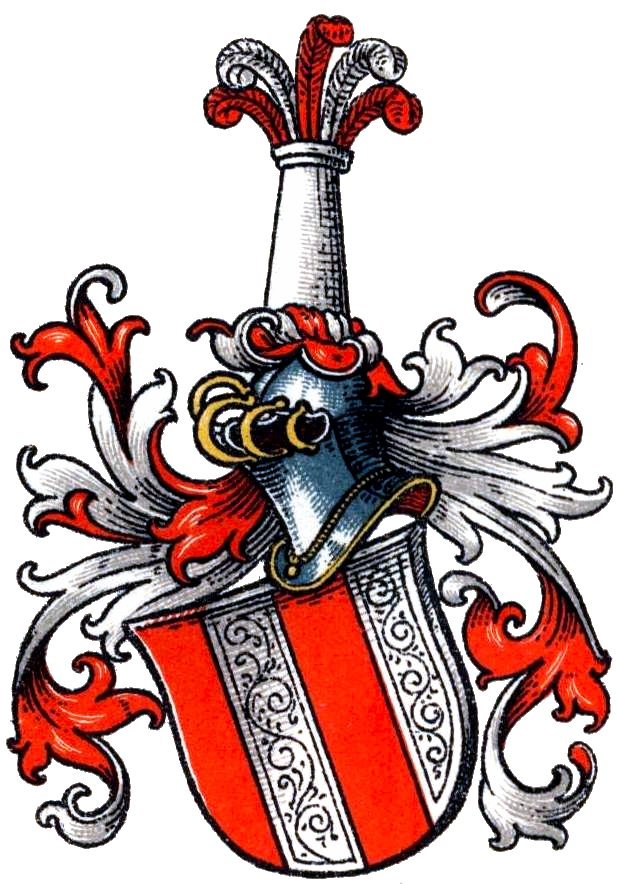
Wappen derer von dem Broke

Die Herren von dem Broke (auch: von dem Brocke, von Broke, von Broyke o. ä.) waren ein westfälisches Adelsgeschlecht.

## Geschichte
Das Geschlecht stammt von einem namensgebenden gud ton Broke im Kirchspiel Olfen und stellte Burgmänner auf Haus Dülmen. Dort erscheint vor 1379 unter den Burgmännern ein Hugo von Broke, der die Nachfolge von Heinrich von Stenbeck antrat. Derselbe (Hugo von Broyke) tritt auch 1350 in einer Essener Urkunde auf. Gegen Ende des 14. Jahrhunderts empfing Gottfried von dem Broke (Godeke van dem Broke), möglicherweise Sohn, sicher ein Erbe des Hugo von dem Broke, einen hoff to Wyrekinck im Kirchspiel Olfen als Lehen des Hochstifts Münster. Derselbe Gottfried von dem Broke trat 1397 als Zeuge für einen Gütererkauf im Kirchspiel Olfen auf. 1446 und 1450 übergab ein Bathe von dem Broke vor dem Richter in Olfen ihre Güter an Hermann von Lintlo. Zu diesen Gütern gehörte u. a. der genannte hof to Wyerckinck und das gud ton Broke im Kirchspiel Olfen.
Anfang des 15. Jahrhunderts verschwägerte sich die Familie offenbar mit dem wohlhabenden Soester Patriziergeschlecht derer von Lünen. Diese nannten sich daraufhin in einer Linie „von Lünen gen. von dem Broke“ bzw. nur „von dem Broke“. So erscheinen zwei Soester Bürgermeister, Arnold (Arnd) von dem Broke, Bürgermeister 1431–1433, 1435–1437 und 1438–1440, und Johann von dem Broke, Sohn des Arnold und Bürgermeister 1441–1443, 1445–1447, 1449–1451, 1453–1455, 1458–1460 und 1463–1465, unter diesem Namen.
Das Geschlecht derer von dem Broke blühte noch 1560.

## Wappen
Blasonierung: In Rot und Silber dreifach gespalten. Auf dem rot-silbern bewulstene Helm eine silberne Säule mit abwechselnd drei roten und zwei silbernen Straußenfedern besteckt. Die Helmdecken sind rot-silbern.